# Massacre da Universidade Concórdia
O Massacre da Universidade Concórdia foi um tiroteio ocorrido em 24 de agosto de 1992, no qual Valery Fabrikant, um professor associado de engenharia mecânica, matou quatro colegas e feriu um funcionário da Universidade Concórdia em Montreal, Quebec, Canadá.  Ele foi condenado por assassinato e sentenciado à prisão perpétua.

## Visão geral
Valery Fabrikant era um professor associado de engenharia mecânica que trabalhava na Universidade Concórdia a 13 anos. Iniciou como um técnico, e logo mostrou comportamento perturbado contra estudantes, funcionários e outros professores, descrito como variando de "indesejável a intolerável", que a universidade tinha se esforçado para lidar com ele. Adicionalmente, ele apresentou desafios acadêmicos no ensino e supervisão. Já em 1989 ele começou a falar sobre tiroteios como uma forma de resolver problemas.
As relações entre Fabrikant e a universidade tornaram-se mais tensas no final de 1991 e início de 1992. Seus colegas ficaram alarmados depois que ele direcionou sua agressividade contra eles. Depois de ter sido negada a posse , Fabrikant sócios encarregados do departamento de engenharia com questionáveis transações financeiras e de crédito inadequada para o trabalho de pesquisa. Por causa de um comportamento inaceitável muito além das acusações, ele enfrentou demissão universidade em razão da intimidação e perseguição de membros da equipe do companheiro. Ele também estava sob um desprezo de carga tribunal para o comportamento em um processo contra colegas sobre crédito em artigos profissionais. Após ter-lhe sido negado o benefício da tenure, Fabrikant acusou membros do departamento de engenharia de transações financeiras questionáveis e créditos impróprios para trabalhos de pesquisa. Por causa do comportamento extremamente inaceitável além de suas acusações, ele enfrentou a demissão da universidade sob o motivo de intimidação e perseguição de membros do departamento. Ele também foi desprezado pela corte tributária por comportamento em um processo contra colegas relacionado com créditos sobre artigos científicos.
Em 24 de agosto Fabrikant entrou no departamento de engenharia da universidade com três armas e munição em sua pasta, com vingança planejada. Em seu tiroteio no nono andar do edifício Henry F. Hall, ele matou o chefe do departamento Phoivos Ziogas e os professores Matthew Douglass, Michael Hogben e Aaron Jaan Saber, ferindo a secretária Elizabeth Horwood. Nenhuma das vítimas estava pessoalmente envolvida na controvérsia iniciada por Fabrikant.
Fabrikant foi acusado de assassinato e agressão, condenado e sentenciado à prisão perpétua. Ele será elegível para liberdade condicional em 2017.